# Habib Pacha es-Saad

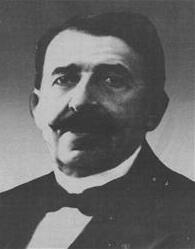
Habib Pacha es-Saad

Habib Pacha es-Saad oder Habib Pascha El-Saad (arabisch حبيب باشا السعد Habib Bascha as-Sad, DMG Ḥabīb Bāšā as-Saʿd; * 1867; † 1942) war ein libanesischer Politiker.

## Leben
Habib Pacha es-Saad stammte aus einer wohlhabenden maronitischen Familie und erhielt seine Erziehung an einer Jesuitenschule in Beirut. Er machte Karriere in der osmanischen Verwaltung des Mutesarriflik Libanonberg. Nach dem Ersten Weltkrieg brachten die Siegermächte Frankreich und Großbritannien die arabischen Gebiete des osmanischen Reiches abredewidrig unter ihre Herrschaft und hatten dies durch ein Völkerbundmandat abgesichert. Der unter der Herrschaft König Feisals 1920 kurz Gouverneur von Libanonberg berufene es-Saad wurde durch die Engländer abgesetzt, wenig später aber durch die französische Verwaltung des Libanon bestätigt. Habib es-Saad setzte sich in den Folgejahren für die Unabhängigkeit des Libanon von Syrien ein und war als Nachfolger seines Verwandten Béchara el-Khoury vom 10. August 1928 bis zum 9. Mai 1929 Ministerpräsident des Libanon. Unter seiner Regierung kam es zu einer Reduktion der Zolltarife und einer Reform der Verfassung. Er wurde später, unter dem französischen Völkerbundmandat, zum Präsidenten des Libanon ernannt, als der er vom 30. Januar 1934 bis zum 20. Januar 1936 amtierte. Habib Pacha es-Saad starb 1942.